# Hasan Candan
Hasan Candan, né le 24 février 1985  (originaire de Gersau, binational suisso-turc), est une personnalité politique suisse, membre du Parti socialiste.
Il est député du canton de Lucerne au Conseil national depuis décembre 2023.

## Biographie
Hasan Candan naît le 24 février 1985. Il est originaire de Gersau, dans le canton de Schwytz, et possède également la nationalité turque. Il a un frère. Leur père, Enver Candan, arrivé en Suisse en 1982 en raison des persécutions subies par la gauche dans son pays, est un travailleur social et juriste d'origine turque, membre socialiste du législatif de la ville de Lucerne, de 2014 (vient-ensuite) à 2019. Il élève seul ses enfants à la suite de la mort de sa femme.
Il fait des études d'économie d'entreprise et de sport,, puis de biologie.
Il travaille pour Pro Natura depuis le 1er avril 2021, en qualité de chef de la politique de la biodiversité, après avoir été employé en 2019 par la ville de Berne. Il dirige depuis 2018 l'association Nature Inclusive Urban Design.
Célibataire et père d'un enfant, il habite Lucerne.

## Parcours politique
Il adhère à la Jeunesse socialiste lucernoise en décembre 2010, après l'acceptation de l'initiative populaire sur le renvoi des étrangers criminels. Il en devient le président en décembre 2011.
Il siège au Conseil cantonal de Lucerne du 20 juin 2011 au 1er décembre 2023.
Il crée la surprise lors des élections fédérales d'octobre 2023, parvenant à remporter un deuxième siège au Conseil national pour son parti au détriment du sortant vert'libéral Roland Fischer. Il siège au sein de la Commission de la politique de sécurité (CPS).